# Chmielniki (powiat sępoleński)
Chmielniki – wieś w Polsce położona w województwie kujawsko-pomorskim, w powiecie sępoleńskim, w gminie Sępólno Krajeńskie.
Do 1954 roku w granicach miasta Sępólno Krajeńskie.
W latach 1975–1998 miejscowość administracyjnie należała do województwa bydgoskiego. Według Narodowego Spisu Powszechnego (III 2011 r.) liczyła 67 mieszkańców. Jest 24. co do wielkości miejscowością gminy Sepólno Krajeńskie.